# Didier d'Yd
Didier Bouquet-Nadaud dit Didier d’Yd, né le 24 août 1933 à Paris 6e et mort le 27 juin 1991 à Ploërmel, est un acteur français.

## Biographie
Didier d'Yd est le fils de l'actrice Ginette d'Yd (1913-2005) et le petit-fils de l'acteur Jean d'Yd (1880-1964). Il est surtout connu pour son rôle de Jeannou dans L'Auberge rouge (1951) de Claude Autant-Lara.

## Filmographie
- 1948 : Les Dernières Vacances de Roger Leenhardt : François
- 1949 : Ronde de nuit de François Campaux : le fils du juge
- 1951 : L'Auberge rouge de Claude Autant-Lara : Jeannou
- 1954 : La Caraque blonde de Jacqueline Audry : Jean Roux
- 1959 : Le Testament du docteur Cordelier (TV) de Jean Renoir : Georges
- 1965 : L'Amour à la chaîne de Claude de Givray : Jeannou
- 1970 : Mauregard (mini-série) de Claude de Givray : Me Bouquet

## Théâtre
- 1960 : Madame Sans-Gêne de Victorien Sardou et Émile Moreau, mise en scène Pasquali, théâtre de l'Ambigu